# Rivoluzione costituzionale persiana

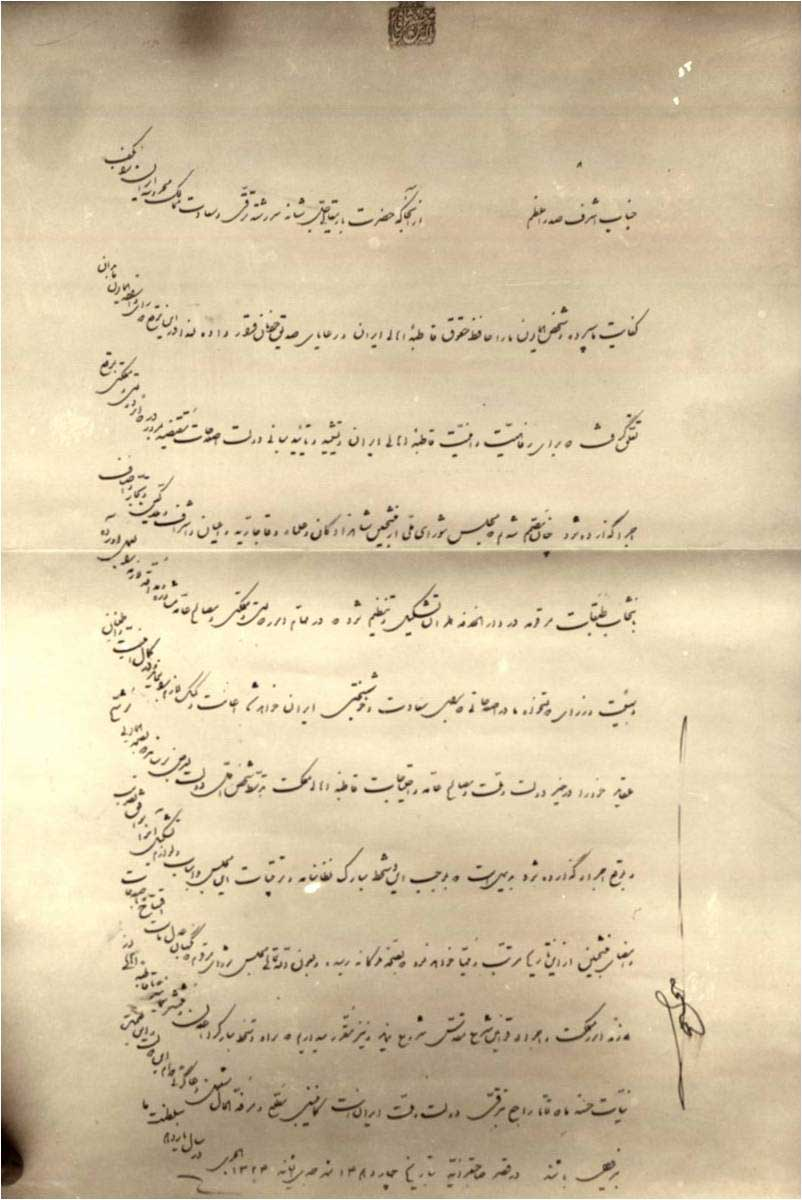
Il firmano dello Scià Mozaffar al-Din Shah Qajar con cui veniva concessa una moderna Costituzione alla Persia (5-8-1906).

La Rivoluzione costituzionale persiana, chiamata impropriamente anche Rivoluzione costituzionale iraniana (in persiano مشروطیت‎, Mashrūtiyyat o in persiano انقلاب مشروطه‎, Enghelāb-e Mashrūteh), operò contro il regno dispotico degli ultimi Shah Qajar e mosse i suoi primi passi nel 1906. 
Repressa una prima volta nel 1908, riprese vigore nel 1909 e proseguì fino al 1911. Essa ebbe come conseguenza la fondazione di un parlamento in Persia, a presiedere il quale fu chiamato l'Ayatollah Mirzā Sayyed Moḥammad Ṭabāṭabāʾi.
La presenza di un alto dignitario sciita non deve sorprendere. L'atteggiamento delle gerarchie religiose persiane fu infatti quanto mai ambivalente, giacché se da un lato Mirza Mohammad Hossein Na‘ini (1860-1936), sostenne con convinzione il movimento e fornì validi argomenti religiosi per condannare l'assolutismo e difendere un assetto costituzionale della Persia, lo sceicco Fażlollāh Nuri, affermò che la libertà politica, la democrazia e l'istituzione di un parlamento era contraria ai principi dell'Islam.
Il movimento, peraltro, non si esaurì con la rivoluzione e fu seguito dal Movimento costituzionalista del Gilan.
La premessa per la Rivoluzione costituzionale fu la "rivolta del tabacco" del 1891 contro la concessione riguardante il tabacco concessa da Nasser al-Din Shah a una società straniera. Lo Shah pagherà anche per questo e fu assassinato nel 1896.  

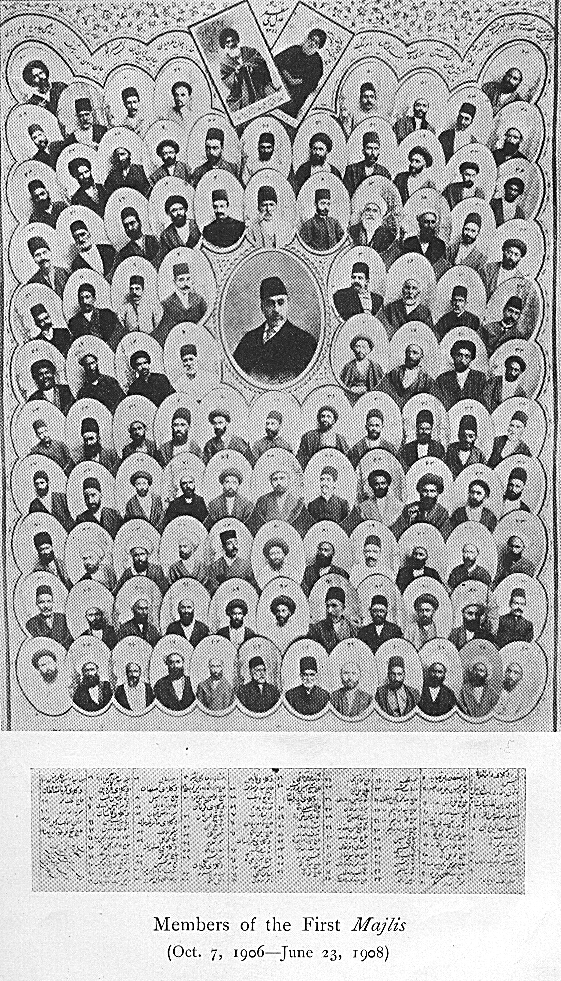
I componenti del primo Majles (7 ottobre 1906 -- 23 giugno 1908).

Inizialmente il movimento costituzionale si affermò in maniera non violenta con un sit-in presso l'ambasciata britannica. Lo scià Mozaffar al-Din Shah concesse la Costituzione il 6 agosto 1906. I costituzionalisti furono tuttavia ben presto abbandonati al loro destino dai britannici che, nel 1907, si accordarono per la spartizione della Persia in zone d'influenza con i russi.

Questo permise l'intervento militare zarista a favore della restaurazione assolutista e il Parlamento di Teheran fu bombardato dai russi nel 1908. I costituzionalisti resistettero tuttavia a Tabriz e nel Sud e riconquistarono la capitale nel 1909, deponendo lo Scià e giustiziando lo Sheykh Fażlollāh Nuri. 
Il Parlamento assunse quindi un consulente statunitense, il banchiere di New York William Morgan Shuster, per risanare le finanze pubbliche. 
Quando questi cercò di esigere il pagamento delle imposte anche alla grande nobiltà Qajar, questa invocò nuovamente l'aiuto della Russia e le truppe zariste intervennero pertanto una seconda volta per schiacciare i costituzionalisti e imporre ancora la monarchia assoluta. Dopo qualche anno i persiani tornarono tuttavia a eleggere un nuovo Majles (il terzo) e il sistema parlamentare sopravvisse quindi alla repressione.
Personaggi come Sardar Assad, Sattar Khan e Bagher Khan e città come Tabriz giocarono un ruolo significativo in questo movimento rivoluzionario.
La rivoluzione costituzionale in Persia fu il primo evento del genere in tutto il Vicino e Medio Oriente. La rivoluzione spalancò la porta a cambiamenti profondi, facendo entrare il Paese in piena età moderna. La Persia visse un periodo di confronto politico senza precedenti, in un clima di grande vivacità intellettuale e morale. La rivoluzione creò nuove opportunità, spalancando un futuro promettente e senza limiti apparenti all'intero Paese. Numerosi differenti gruppi si confrontarono per definire la forma finale di questa rivoluzione e tutta la società fu finalmente trasformata, in una maniera o nell'altra. 
L'ordine antico, per il quale Nasser al-Din Shah e i suoi successori s'erano battuti, fu infine superato per essere sostituito da nuove istituzioni e da nuove forme d'espressione, oltre che da un ordine sociale e politico del tutto nuovo e promettente. Il movimento costituzionale rivelò peraltro subito la contrapposizione tra chi aspirava a modernizzare la società e lo Stato persiano e chi invece ambiva solo a limitare l'assolutismo dei Qajar e a conservare le strutture sociali e i valori religiosi tradizionali.